# Philodinavidae
Philodinavidae är en familj av hjuldjur. Enligt Catalogue of Life ingår Philodinavidae i ordningen bdelloider, klassen Eurotatoria, fylumet hjuldjur och riket djur, men enligt Dyntaxa är tillhörigheten istället klassen Bdelloidea, fylumet hjuldjur och riket djur. Enligt Catalogue of Life omfattar familjen Philodinavidae 6 arter. 
Kladogram enligt Catalogue of Life och Dyntaxa:
| Philodinavidae | \| \| Abrochtha \| \| \| \| \| \| Henoceros \| \| \| \| \| \| Philodinavus \| \| \| \| |
|                | \| \| Abrochtha \| \| \| \| \| \| Henoceros \| \| \| \| \| \| Philodinavus \| \| \| \| |
|                | Adinetidae                                                                             |
|                |                                                                                        |
|                | Habrotrochidae                                                                         |
|                |                                                                                        |
|                | Philodinidae                                                                           |
|                |                                                                                        |
|                | Abrochtha                                                                              |
|                |                                                                                        |
|                | Henoceros                                                                              |
|                |                                                                                        |
|                | Philodinavus                                                                           |
|                |                                                                                        |

|  | Abrochtha    |
|  |              |
|  | Henoceros    |
|  |              |
|  | Philodinavus |
|  |              |